# Bivolji rogovi
Bivolji rogovi je bila taktika južnoafričkog plemena Zulu. Osmislio ju je prvi kralj tog plemena Shaka. Taktika je dobila ime po svom izgledu koji je sličio na bivola te su je činila 3 osnovna dijela: prsa (napadaju izravno neprijatelja), rogovi (okružuju neprijatelja) te slabine (služe kao pričuve). Takva formacija, za razliku od prijašnjih koja su bila ritualna, revolucionizirala je ratovanje na tom području te pomoglo Shaki brzo stvoriti veliko kraljevstvo.

## Vanjske poveznice
- The Battle of Rorke's Drift  Arhivirana inačica izvorne stranice od 3. travnja 2018. (Wayback Machine)